# گوردون نیلسون
گوردون نیلسون (انگلیسی: Gordon Neilson؛ زادهٔ ۲۸ مهٔ ۱۹۴۷) بازیکن فوتبال اهل بریتانیا است.
از باشگاه‌هایی که در آن بازی کرده‌است می‌توان به باشگاه فوتبال آرسنال، باشگاه فوتبال برنتفورد، و باشگاه فوتبال هیلینگدون بورو اشاره کرد.